# Папуга-червонодзьоб чорноплечий
Папу́га-червонодзьо́б чорноплечий (Tanygnathus megalorynchos) — вид папугоподібних птахів родини Psittaculidae. Мешкає на островах Воллесії.

## Опис

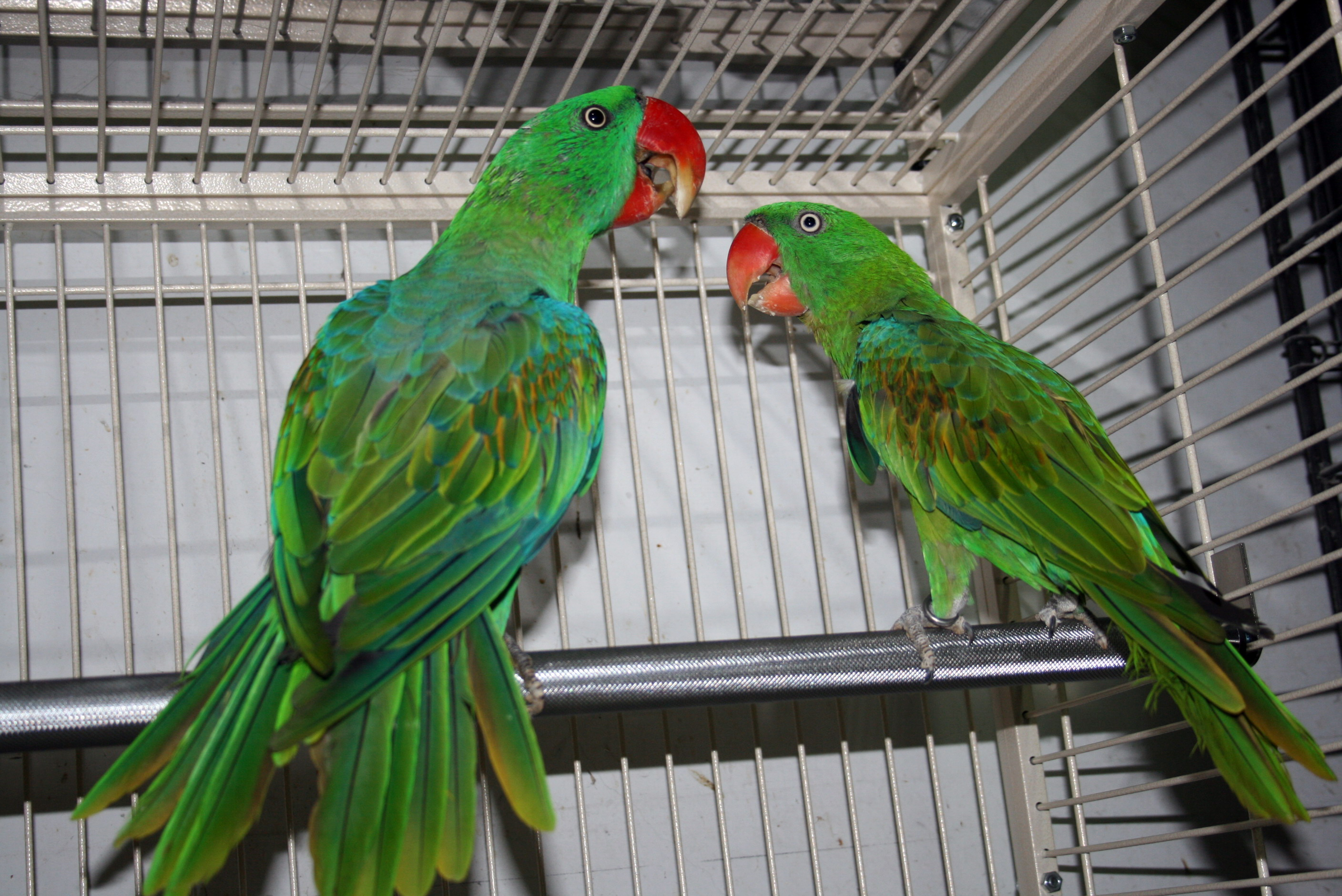
Пара чорноплечих папуг-червонодзьобів

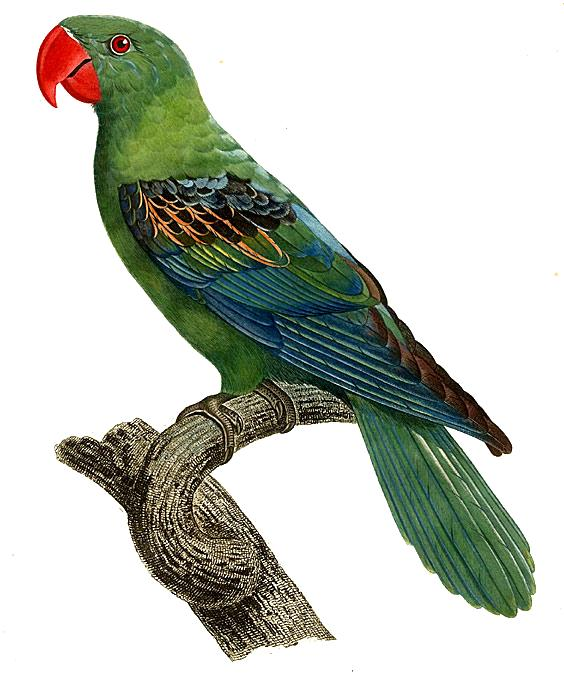
Чорноплечий папуга-червонодзьоб

Довжина птаха становить 41-44 см, вага 260 г. Забарвлення переважно зелене, нижня частина тіла жовтувато-зелене. Надхвістя блакитне, пера на плечах чорнуваті зі світлішими зеленуватими або жовтуватими краями. Хвіст зверху зелений з жовтим кінчиком, знизу жовтий. Махові пера синьо-зелені. Дзьоб характерний, великий і червоний. Райдужки білі або жовтуваті, лапи зеленувато-сірі або чорний. Статевий диморфізм слабо виражений, самиці є дещо блідішими за самців. У молодих птахів другорядні і третьорядні покривні пера крил зелені. Представники різних підвидів дещо різняться за забарвленням.

## Таксономія
Чорноплечий папуга-червонодзьоб був описаний французьким натуралістом Жоржем-Луї Леклерком де Бюффоном в 1779 році в праці «Histoire Naturelle des Oiseaux» за зразком з Нової Гвінеї. Науково вид був описаний в 1783 році, коли голландський натураліст Пітер Боддерт класифікував його під назвою Psittacus megalorynchos у своїй праці «Planches Enluminées». Пізніше вид був переведений до роду Папуга-червонодзьоб (Tanygnathus), введеного німецьким натуралістом Йоганном Ваглером у 1832 році. Чорноплечий папуга-червонодзьоб є типовим видом цього роду.

## Підвиди
Виділяють п'ять підвидів:
- T. m. megalorynchos (Boddaert, 1783) — острови Селаяр[en], Вакатобі[en], Тоґіан[en] (поблизу Сулавесі), острів Флорес, північні Молуккські острови, острови Раджа-Ампат, острови Саранґані[en] (крайній південь Філіппін);
- T. m. affinis Wallace, 1863 — центральні Молуккські острови (Буру, Серам, Амбон, Харуку та інші острови Серамського моря);
- T. m. sumbensis Meyer, AB, 1881 — острів Сумба (центральні Малі Зондські острови);
- T. m. hellmayri Mayr, 1944 — острови Роте[en] і Семау[en] та південний захід острова Тимор;
- T. m. subaffinis Sclater, PL, 1883 — Бабар[en] і Танімбар (південні Молуккські острови).

## Поширення і екологія
Чорноплечі папуги-червонодзьоби мешкають в Індонезії і на Філіппінах. Вони живуть у вологих тропічних лісах, на узліссях, в мангрових лісах, садах і на кокосових плантаціях. Зустрічаються переважно на висоті до 1000 м над рівнем моря. Живляться плодами, квітками і горіхами. Сезон розмноження триває з серпня по грудень. В кладці 2 яйця.